# Monument aux pionniers belges au Congo

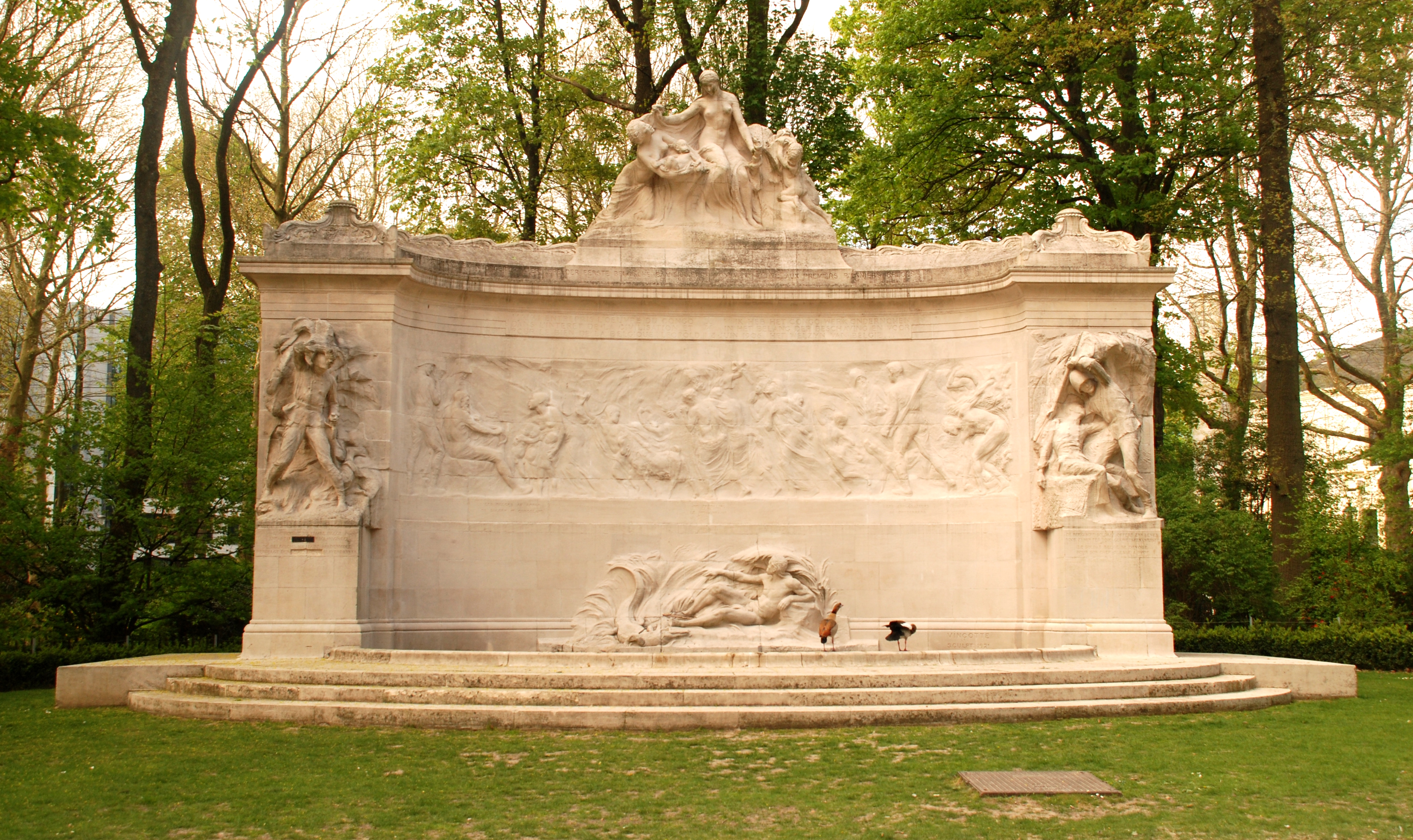
Monument aux pionniers belges au Congo.

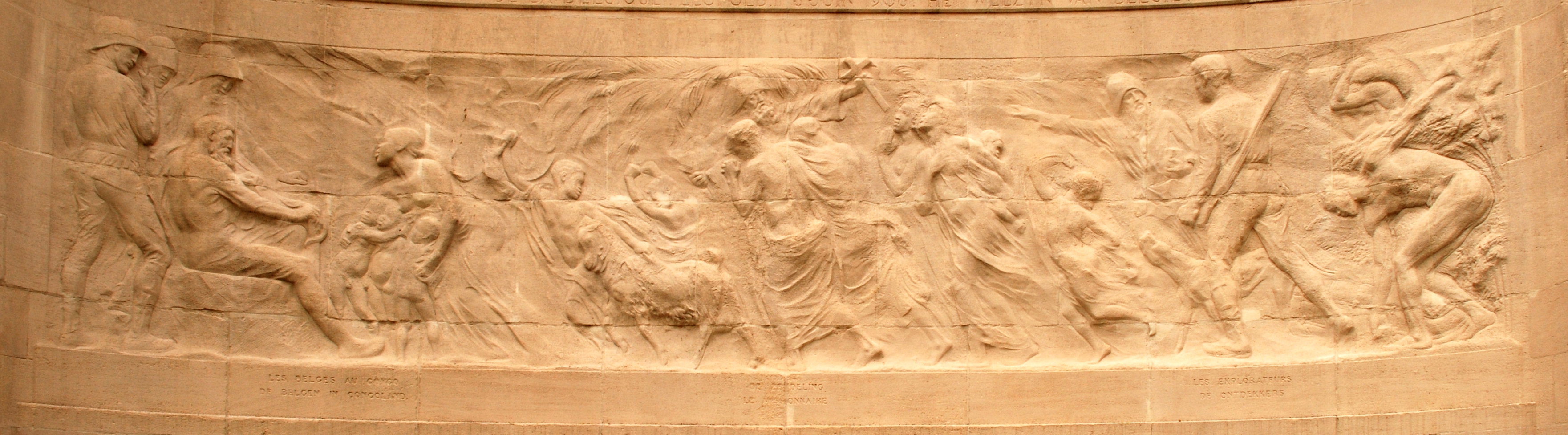
Frisen Belgarna i Kongo.

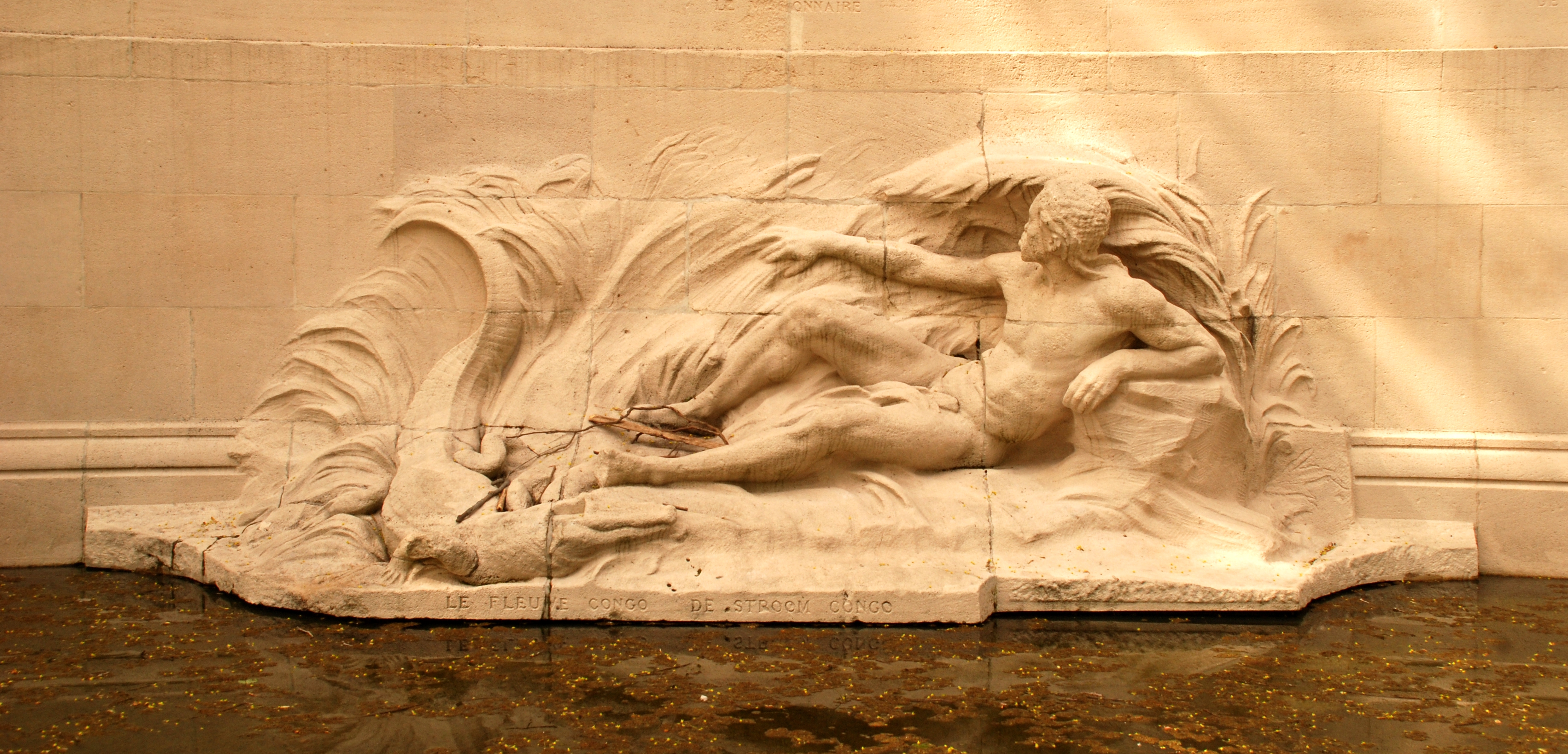
Allegorisk bild av Kongofloden under frisen.

Monument aux pionniers belges au Congo (Monument över de första belgarna i Kongo) är ett minnesmärke av Thomas Vinçotte i västra delen av Parc du Cinquantenaire i Bryssel i Belgien för att hedra minnet av forskningsresande, missionärer och soldater som medverkade i kolonisationen av Belgiska Kongo.
Monumentet beställdes 1911, två år efter Léopold II:s död, men blev på grund av första världskriget inte klart förrän 1921. Cinquantenaireparken och minnesmärket blev byggnadsminnen 1976.
Monumentet är hugget i kalksten från Euville. Överst på monumentet finns en allegorisk skulpturgrupp med texten Den svarta rasen välkomnas av Belgien. Under en allegorisk bild av Kongofloden finns en fris med tre partier med rubrikerna Forskningsresandena, Missionärerna och Belgarna i Kongo. Frisen har inskriften: "Jag har gjort min insats i Kongo i civilisationens intresse och för Belgiens bästa. Léopold II 3 juni 1906" och på kornischen står det "Monumentet har uppförts för de första belgiska pionjärerna".
Till vänster på minnesmärket finns en skulpturgrupp som visa en slavhandlare som slagits till marken med inskriptionen De heroiska belgiska militärerna utrotar ... slavhandlare , vilken ska illustrera Francis Dhanis aktion mot slavhandeln 1892–1894.
I den högra delen av minnesmärket finns en skulpterad grupp som föreställer en belgisk soldat som skyddar sin officer och inskriften: "Den belgiske soldaten hedrar sin officer, som skadats till döds".

## Fotogalleri

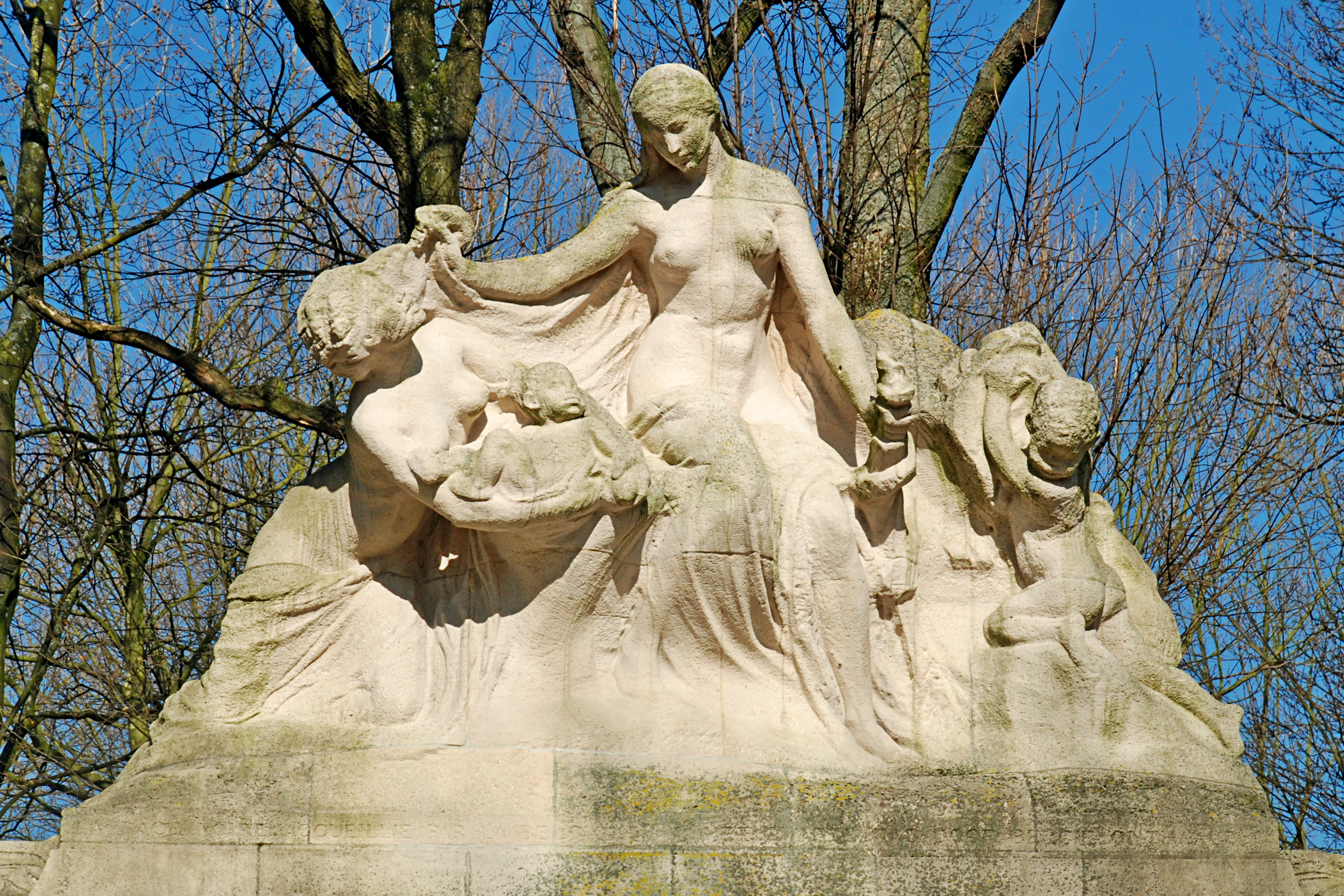
Den svarta rasen välkomnas av Belgien, på ovansidan av monumentet.
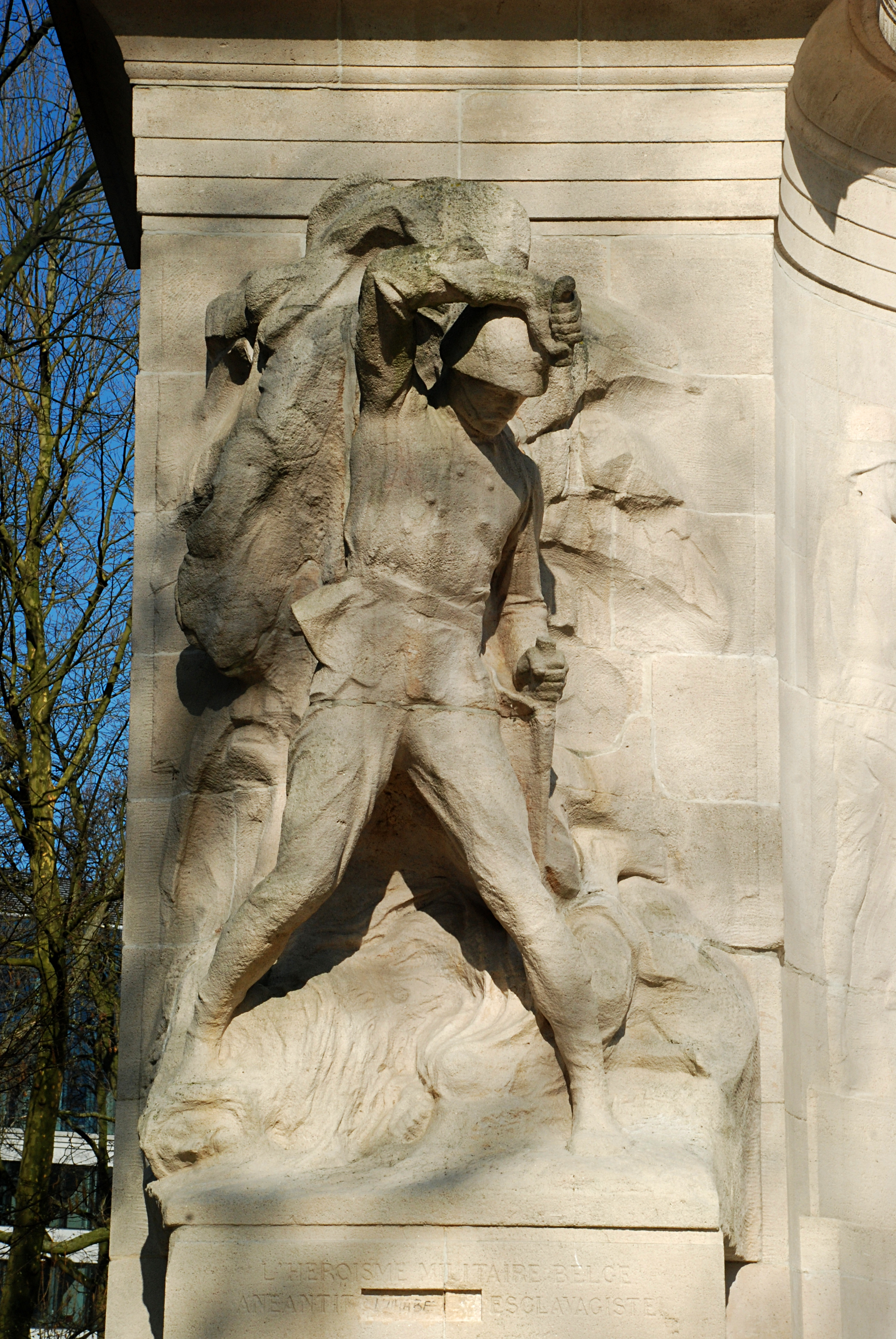
De heroiska belgiska militärerna utrotar (arabiska) slavhandlare till vänster om frisen.
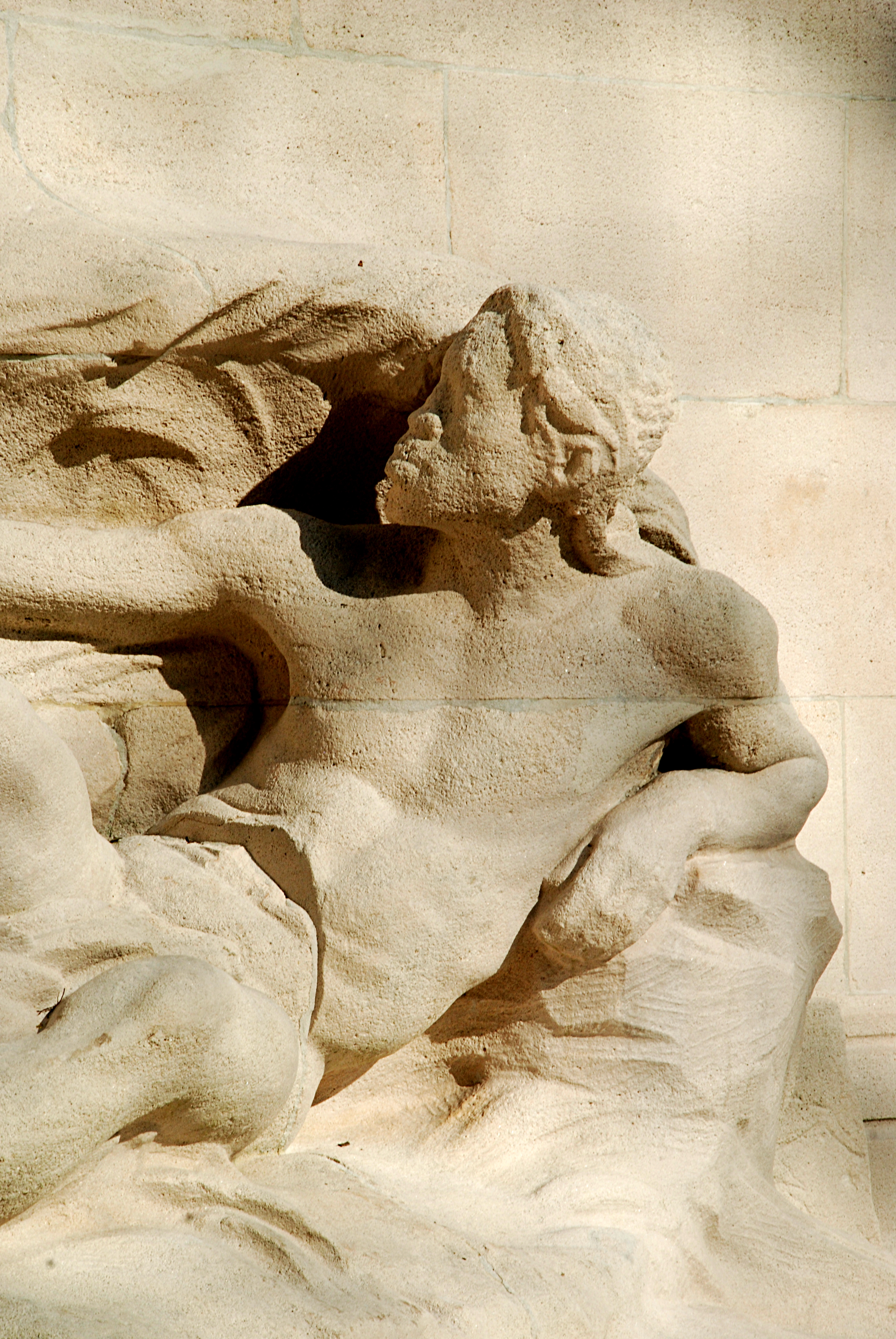
Detalj av Kongofloden.
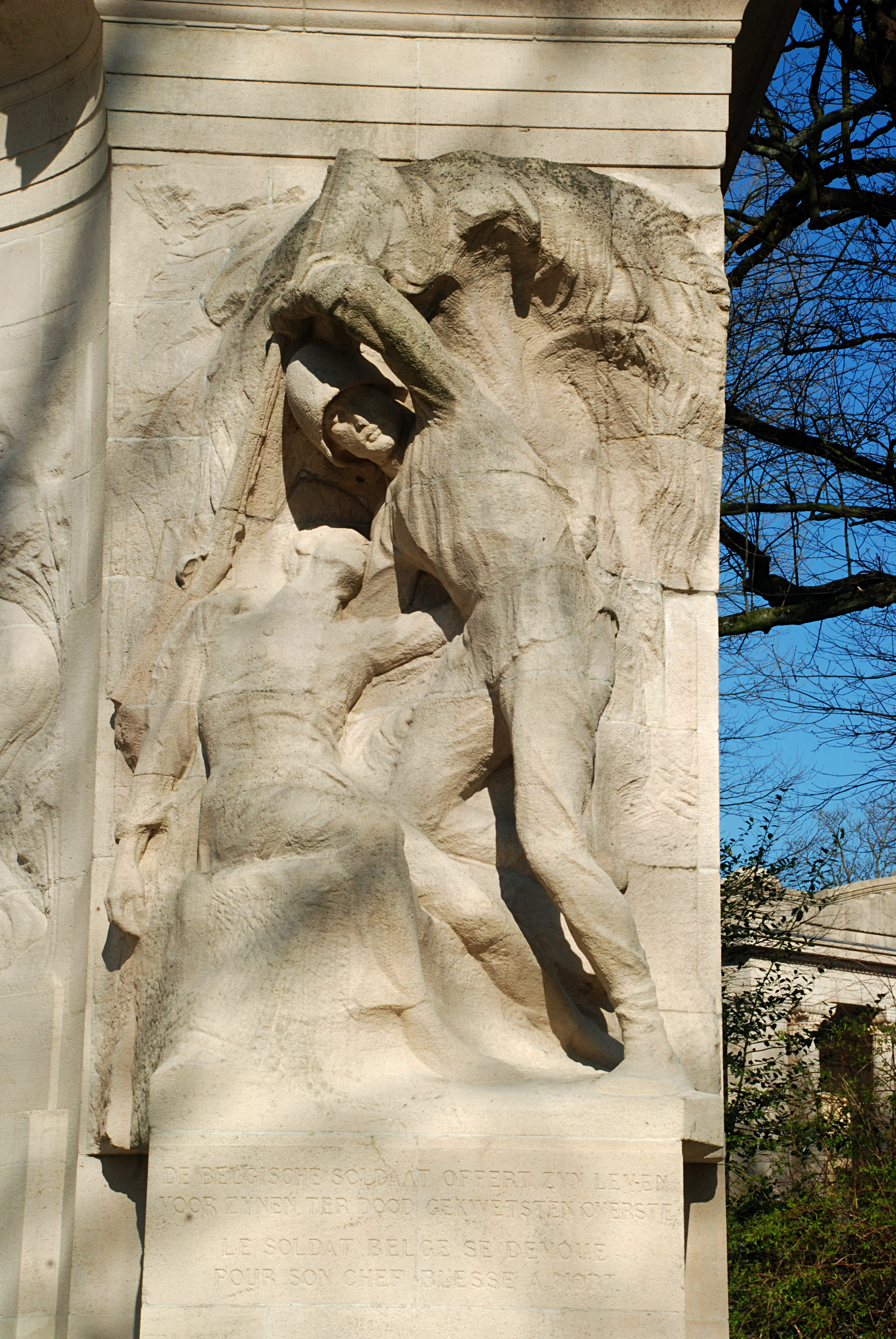
Den belgiska soldaten hedrar sin officer som skadats till döds till höger om frisen.